# Pompka Elvstrøma
Pompka Elvstrøma (inaczej pompka samoodpływowa) - urządzenie montowane w dnie jachtu bądź łodzi, umożliwiające przy odpowiednio szybkiej żegludze „wyciągnięcie wody” znajdującej się w kadłubie.
Podciśnienie wytwarzane pod dnem łodzi zasysa znajdującą się w kadłubie wodę. W czasie, gdy użycie pompki nie jest konieczne, jest ona zamykana, aby woda nie przedostawała się z powrotem do środka kadłuba, co ma miejsce, gdy prędkość jachtu nie jest wystarczająco duża, by wytworzyć podciśnienie o odpowiedniej wartości. Pierwsze historycznie znane użycie pompki to Złoty Puchar klasy Finn w 1956. Nazwa pochodzi od nazwiska duńskiego żeglarza Paula Elvstrøma.